# Olympische Sommerspiele 1920/Teilnehmer (Schweden)
| Gelbes Symbol für Goldmedaillen mit stilisierten Olympischen Ringen | Graues Symbol für Silbermedaillen mit stilisierten Olympischen Ringen | Braundes Symbol für Bronzemedaillen mit stilisierten Olympischen Ringen |
| ------------------------------------------------------------------- | --------------------------------------------------------------------- | ----------------------------------------------------------------------- |
| 19                                                                  | 20                                                                    | 25                                                                      |

Schweden nahm an den Olympischen Sommerspielen 1920 in Antwerpen mit einer Delegation von 260 Athleten (247 Männer und dreizehn Frauen) an 100 Wettkämpfen in 18 Sportarten teil.

## Teilnehmer nach Sportarten

### Eishockey
- 4. Platz
- Wilhelm Arwe
- Erik Burman
- Seth Howander
- Albin Jansson
- Georg Johansson
- Einar Lindqvist
- Einar Lundell
- Hansjacob Mattsson
- Nils Molander
- David Säfwenberg
- Einar Svensson

### Eiskunstlauf
| Männer - Gillis Grafström Gold Einzel - Ulrich Salchow | Frauen - Magda Julin Gold Einzel - Svea Norén Silber Einzel |

### Fechten
- Knut Enell
- Carl Gripenstedt
- Nils Erik Hellsten
- Gustaf Lindblom
- Einar Råberg
- Hans Törnblom
- Bertil Uggla
- David Warholm

### Fußball
- Platzierungsrunde
- Rune Bergström
- Herbert Karlsson
- Albin Dahl
- Karl Gustafsson
- Einar Halling-Johansson
- Fritjof Hillén
- Valdus Lund
- Bertil Nordenskjöld
- Albert Öijermark
- Albert Olsson
- Mauritz Sandberg
- Vidar Stenborg
- Ragnar Wicksell
- Robert Zander

### Gewichtheben
- Rikard Brunn
- Erik Carlsson
- Gustav Eriksson
- Martin Olofsson
- Albert Pettersson
Bronze  Mittelgewicht
- Erik Pettersson
Bronze  Leicht-Schwergewicht

### Leichtathletik
- Erik Abrahamsson
Bronze  Weitsprung
- Knut Alm
Bronze  Querfeldeinlauf Mannschaft
- Erik Almlöf
Bronze  Dreisprung
- Eric Backman
Bronze  5000 m
Bronze  3000 m Mannschaft
Silber  Querfeldeinlauf Einzel
Bronze  Querfeldeinlauf Mannschaft
- Nils Bergström
- Gösta Bladin
- Erik Blomqvist
- Anatole Bolin
- Carl-Axel Christiernsson
- Bo Ekelund
Bronze  Hochsprung
- Hilding Ekman
Bronze  Querfeldeinlauf Mannschaft
- Nils Engdahl
Bronze  400 m
- Allan Eriksson
- Rudolf Falk
- Rolf Franksson
- Hans Granfelt
- William Grüner
- Axel-Erik Gyllenstolpe
- Lars Hedwall
Bronze  Querfeldeinlauf Mannschaft
- Georg Högström
- Gösta Holmér
- Agne Holmström
Bronze  4 × 100 m
- Josef Holsner
Bronze  3000 m Mannschaft
- Göran Hultin
- Hans Jagenburg
- Bertil Jansson
- Folke Jansson
Silber  Dreisprung
- Elis Johansson
- Gustav Kinn
- Fritz Kiölling
- Sven Krokström
- Hugo Lilliér
- Carl Johan Lind
Bronze  Gewichtweitwurf
Silber  Hammerwurf
- Nils Linde
- Elof Lindström
- Georg Lindström
- Gunnar Lindström
- Erik Lindvall
- Sven Emil Lundgren
Bronze  3000 m Mannschaft
- Emanuel Lundström
- Werner Magnusson
Bronze  Querfeldeinlauf Mannschaft
- Sven Malm
Bronze  4 × 100 m
- Gustaf Mattsson
Bronze  Querfeldeinlauf Mannschaft
- Johan Mattsson
- Einar Nilsson
- Evert Nilsson
- Bertil Ohlson
Bronze  Zehnkampf
- Robert Olsson
- William Petersson
Bronze  4 × 100 m
Gold  Weitsprung
- Sven Runström
- Ernfrid Rydberg
- Ivar Sahlin
- Nils Sandström
Bronze  4 × 100 m
- Hans Schuster
- Eric Sundblad
- Thorvig Svahn
- Carl-Enock Svensson
- Malcolm Svensson
- Einar Thulin
- Lars Erik Tirén
- Rudolf Wåhlin
- Edvin Wide
Bronze  3000 m Mannschaft
- Oscar Zallhagen
- John Zander
Bronze  3000 m Mannschaft

### Moderner Fünfkampf
- Gustaf Dyrssen
Gold  Einzel
- Erik de Laval
Silber  Einzel
- Gösta Runö
Bronze  Einzel
- Bengt Uggla

### Radsport
- Sigfrid Lundberg
Silber  Straßenrennen Mannschaft
- Ragnar Malm
Silber  Straßenrennen Mannschaft
- Axel Persson
Silber  Straßenrennen Mannschaft
- Harry Stenqvist
Gold  Straßenrennen Einzel
Silber  Straßenrennen Mannschaft

### Reiten
- Nils Åkerblom
- Gustaf Adolf Boltenstern senior
- Georg von Braun
Gold  Vielseitigkeitsreiten Mannschaft
- Gustaf Dyrsch
- Allan Ekman
- Wilhelm von Essen
- Carl Green
Bronze  Kunstreiten Mannschaft
- Gustaf Kilman
- Claës König
Gold  Springen Mannschaft
- Herman Kristoffersson
- Carl Gustaf Lewenhaupt
Bronze  Springen Einzel
- Janne Lundblad
Gold  Dressur Einzel
- Åge Lundström
Silber  Vielseitigkeitsreiten Einzel
Gold  Vielseitigkeitsreiten Mannschaft
- Anders Mårtensson
Bronze  Kunstreiten Mannschaft
- Frank Martin
Gold  Springen Mannschaft
- Helmer Mörner
Gold  Vielseitigkeitsreiten Einzel
Gold  Vielseitigkeitsreiten Mannschaft
- Oscar Nilsson
- Oskar Nilsson
Bronze  Kunstreiten Mannschaft
- Daniel Norling
Gold  Springen Mannschaft
- Hans von Rosen
Bronze  Dressur Einzel
Gold  Springen Mannschaft
- Bertil Sandström
Silber  Dressur Einzel
- Lars von Stockenström

### Ringen
- Anders Ahlgren
- Otto Borgström
- Edvin Fältström
- Claes Johanson
Gold  Halbschwergewicht griechisch-römisch
- Anders Larsson
Gold  Halbschwergewicht Freistil
- Holger Lindberg
- Gottfrid Lindgren
- Ernst Nilsson
Bronze  Schwergewicht Freistil
- Gustaf Nilsson
- Sven Ohlsson
- Fritiof Svensson
Bronze  Federgewicht griechisch-römisch
- Gottfrid Svensson
Silber  Leichtgewicht Freistil
- Carl Westergren
Gold  Mittelgewicht griechisch-römisch

### Rudern
- Axel Eriksson
- Gösta Eriksson
- Gunnar Lager
- John Lager
- Nils Ljunglöf
- Nestor Östergren

### Schießen
- Anders Andersson
Silber  Freie Pistole 50 m Mannschaft
- Bror Andreasson
- Edward Benedicks
Silber  Laufende Scheibe Doppelschuss Mannschaft
- Erik Blomqvist
Bronze  Militärgewehr liegend 600 m Mannschaft
- Olle Ericsson
Bronze  Militärgewehr stehend 300 m Mannschaft
- Mauritz Eriksson
Silber  Militärgewehr liegend 600 m
Bronze  Militärgewehr liegend 600 m Mannschaft
- Oscar Eriksson
- Gunnar Gabrielsson
Silber  Freie Pistole 50 m Mannschaft
- Walfrid Hellman
Bronze  Militärgewehr stehend 300 m Mannschaft
- Ture Holmberg
- Sigvard Hultcrantz
Silber  Freie Pistole 50 m Mannschaft
- Werner Jernström
- Hugo Johansson
Gold  Militärgewehr liegend 600 m
Bronze  Militärgewehr liegend 600 m Mannschaft
Bronze  Militärgewehr stehend 300 m Mannschaft
- Anders Johnsson
Silber  Freie Pistole 50 m Mannschaft
- Gustaf Adolf Jonsson
Bronze  Militärgewehr liegend 600 m Mannschaft
- Per Kinde
Bronze  Trap Mannschaft
- Viktor Knutsson
- Bengt Lagercrantz
Silber  Laufende Scheibe Doppelschuss Mannschaft
- Leon Lagerlöf
Bronze  Militärgewehr stehend 300 m Mannschaft
- Fredric Landelius
Silber  Laufende Scheibe Doppelschuss
Silber  Laufende Scheibe Doppelschuss Mannschaft
Bronze  Trap Mannschaft
- Karl Larsson
- Erik Lundqvist
Bronze  Trap Mannschaft
- Erik Ohlsson
Bronze  Militärgewehr liegend 600 m Mannschaft
- Casimir Reuterskiöld
Silber  Freie Pistole 50 m Mannschaft
- Karl Richter
Bronze  Trap Mannschaft
- Erik Sökjer-Petersén
Bronze  Trap Mannschaft
- Ragnar Stare
- Alfred Swahn
Silber  Laufende Scheibe Einzelschuss
Silber  Laufende Scheibe Doppelschuss Mannschaft
Bronze  Trap Mannschaft
- Oscar Swahn
Silber  Laufende Scheibe Doppelschuss Mannschaft

### Schwimmen
| Männer - Robert Andersson - Arne Borg - Per Cederblom - Olle Dickson - Thor Henning Silber 200 m Brust Silber 400 m Brust - Per Holmström - Håkan Malmrot Gold 200 m Brust Gold 400 m Brust - Frans Möller - Orvar Trolle | Frauen - Aina Berg Bronze 4 × 100 m Freistil - Jane Gylling Bronze 4 × 100 m Freistil - Emy Machnow Bronze 4 × 100 m Freistil - Carin Nilsson Bronze 4 × 100 m Freistil |

### Segeln
Die schwedischen Teilnehmer waren in ihren Klassen konkurrenzlos.
- Gold  30-m²-Klasse
- Gösta Bengtsson
- Gösta Lundquist
- Rolf Steffenburg
Gold  40-m²-Klasse
- Tore Holm
- Yngve Holm
- Axel Rydin
- Georg Tengvall
Silber  40-m²-Klasse
- Percy Almstedt
- Erik Mellbin
- Gustaf Svensson
- Ragnar Svensson

### Tennis
| Männer - Olle Andersson - Albert Lindqvist - Sune Malmström - Henning Müller - Carl-Erik von Braun | Frauen - Sigrid Fick - Margareta Lindberg - Lily Strömberg-von Essen |

### Turnen
- Gold  Mannschaftsmehrkampf
- Fausto Acke
- Albert Andersson
- Arvid Andersson
- Helge Bäckander
- Bengt Bengtsson
- Fabian Biörck
- Erik Charpentier
- Sture Ericsson
- Konrad Granström
- Helge Gustafsson
- Åke Häger
- Ture Hedman
- Sven Johnson
- Sven-Olof Jonsson
- Karl Lindahl
- Edmund Lindmark
- Bengt Morberg
- Frans Persson
- Klas Särner
- Curt Sjöberg
- Gunnar Söderlindh
- John Sörenson
- Alf Svensén
- Gösta Törner

### Wasserball
- Bronze
- Erik Andersson
- Robert Andersson
- Vilhelm Andersson
- Nils Backlund
- Erik Bergqvist
- Max Gumpel
- Pontus Hanson
- Harald Julin
- Torsten Kumfeldt
- Theodor Nauman

### Wasserspringen
| Männer - Erik Adlerz Silber Turmspringen 5 m und 10 m - Gustaf Blomgren - Oscar Dose - Gunnar Ekstrand - John Jansson Bronze Turmspringen 3 m und 10 m - Yngve Johnson - Nils Skoglund Silber Turmspringen 3 m und 10 m - Arvid Wallman Gold Turmspringen 3 m und 10 m | Frauen - Märta Adlerz - Selma Andersson - Karin Leiditz - Eva Olliwier Bronze Turmspringen 4 m und 8 m |